# روبرت دي نيرو
روبرت أنتوني دي نيرو الابن (بالإنجليزية: Robert Anthony De Niro)‏ ممثل، وممثل صوتي، ومنتج أفلام، ومخرج أفلام أمريكي من أصول إيطالية. ولد في مدينة نيويورك في 17 أغسطس 1943. يُعتبر أحد أهم الممثلين في السينما الأمريكية، حصل على جائزة الأوسكار مرتين، الأولى كأفضل ممثل ثانوي عام 1975 عن دور فيتو كورليوني الشاب في الجزء الثاني من فيلم العراب، والثانية كأفضل ممثل رئيسي عن فيلم الثور الهائج عام 1981. وحصل أيضًا عن الفيلم الثاني علي جائزة غولدن غلوب لأفضل ممثل في فيلم دراما عام 1981. كما حصل علي جائزة غولدن غلوب سيسيل بي دوميل في 2011، وجائزة كينيدي الثقافية في 2009، ووسام الحرية الرئاسي من الرئيس الأمريكي الأسبق باراك أوباما في 2016. تعاون روبرت دي نيرو مع مارتن سكورسيزي في 9 أفلام هي: شوارع متوسطة (1973)، وسائق التاكسي (1976) الذي ترشح عنه لجائزة الأوسكار لأفضل ممثل، ونيويورك، نيويورك (1977) الذي ترشح عنه لجائزة غولدن غلوب لأفضل ممثل في فيلم موسيقي أو كوميدي، والثور الهائج (1980)، وملك الكوميديا (1983)، والأصدقاء الطيبون (1990)، وخليج الخوف (1991)، وكازينو (1995)، وعاد مرة أخرى في 2019 في فيلم الرجل الأيرلندي الذي ترشح عنه لجائزة الأوسكار لأفضل فيلم، وقتلة زهرة القمر، الذي لم يُصدر بعد والمُقتبس من كتاب يحمل نفس الاسم من تأليف ديفيد غران.

## بدايته
ولد دي نيرو في مدينة نيويورك، وهو ابن روبرت دي نيرو الأب، وهو رسام ونحات وشاعر وناقد من أصل إيطالي–أيرلندى. والدته تُدعى فرجينيا أدميرال، وقد كانت تعمل كرسامة أيضًا، وقد أثرت هذه النشأة الفنية في تكوين روبرت دي نيرو. قدم ماريو دي نيرو وزوجته صوفيا من إيطاليا، وهما جدا والدا روبيرت، في بداية القرن العشرين إلى أمريكا. تلقى دي نيرو تعليمه الابتدائي في مدرسة ليتل ريد، وكان رفاقه يلقبونه بـ"Bobby milk" بسبب جسمه النحيف وملامحه الناعمة. ثم أدخلته والدته مدرسة الموسيقى والفنون الثانوية بولاية نيويورك. طُرد منها وهو في عمر الثلاثة عشرة. سافر إلى باريس حينما بلغ من العمر 18. بالرغم من حبه للفن والثقافة، كان روبرت دي نيرو في سن المراهقة خجولاً جدًا وانطوائيًا، لكنه بعد ممارسة التمثيل استطاع أن يكسر الخجل والانطوائية بداخله.

## مشواره الفني

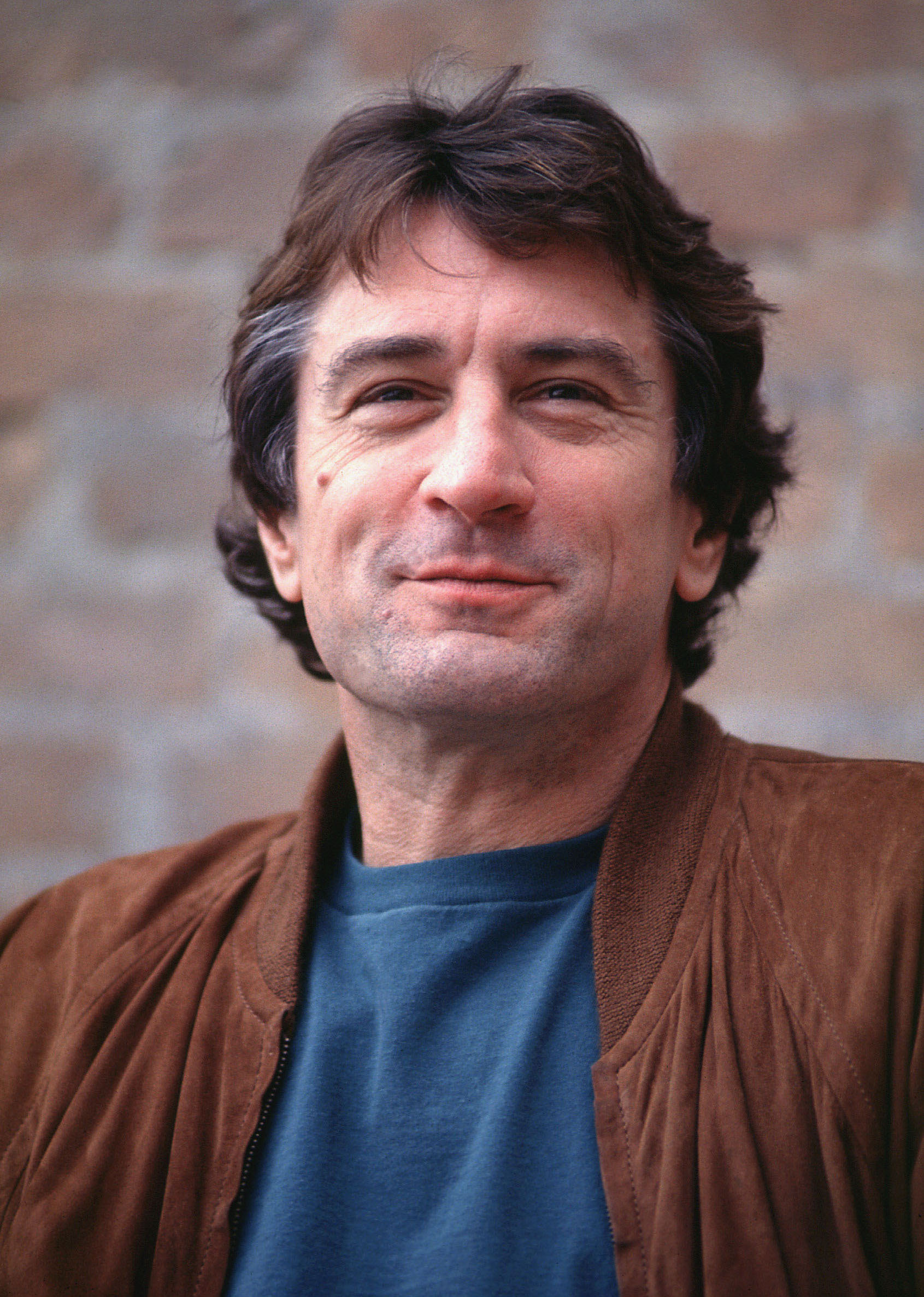
دي نيرو في مهرجان البندقية السينمائي لعام 1990.

في عام 1963، حينما كان يبلغ من العمر 20 سنة، قام دي نيرو بأول دور سينمائي له مع براين دي بالما في فيلم عقد القران، الفيلم الذي صُدر عام 1969. في الستينات كانت معظم أعماله في المسرح. حصل على دور ثانوي في فيلم فرنسي اسمه ثلاث غرف في مانهاتن عام 1965. وظهر بعد ذلك في أول فيلم بعد التعاون مع دي بالما عام 1968 بعنوان التحيات ومرة أخرى في فيلم مرحباً والدتي! عام 1970.
حصل على شعبية كبيرة بعد تأديته لدور لاعب بيسبول في دوري البيسبول الأمريكي في فيلم اضرب الطبل ببطئ عام 1973. في نفس العام، بدأ بعمل ناجح آخر بالتعاون مع المخرج مارتن سكورسيزي حينما أدى دور «جوني بوي» و«تشارلي» في فيلم الشوارع الوضيعة. تلى ذلك العديد من الأعمال الناجحة مثل: سائق التاكسي (1976)، ونيويورك (1977)، والثور الهائج (1980)، وملك الكوميديا (1983)، وغودفيلاز (1990)، ورأس الخوف (1991)، وكازينو (1995).
في عام 1974، لعب دي نيرو دور شخصية الدون فيتو كورليوني في مرحلة الشباب في فيلم العراب: الجزء الثاني لفرانسيس فورد كوبولا. حصل لهذا الدور على جائزته الأكاديمية الأولى لأفضل ممثل مساعد. في عام 1976، ظهر دي نيرو مع جيرارد ديبارديو في فيلم 1900 الذي يسمى أيضًا نوفيتشينتو.
في عام 1978، لعب الممثل دور مايكل فرونسكي في فيلم صائد الغزلان حول حرب فيتنام. كما ظهر في دور ملحوظ بفيلم سرجيو ليون حدث ذات مرة في أمريكا، حيث مثل دور مجرم يهودي يدعى ديفيد آرونسون عام 1984. بعد ذلك قام بالعديد من الأفلام الأخرى الناجحة أبرزها: اعترافات حقيقية (1981)، والوقوع في الغرام (1984)، والبرازيل (1985)، والمهمة (1986)، والمنبوذون (1987)، والحرارة (1995)، ورونن (1998)، وحلل هذا (1999)، والتق بالوالدين (2000).

## أسلوبه في التمثيل وإرثه
درس دي نيرو مع ستيلا آدلر التي علمته تقنيات نظام ستانيسلافسكي. شجعته هذه التقنيات على اكتشاف المزيد من النواحي الداخلية والخارجية ليستطيع استيعاب الشخصية التي يمثل دورها بشكل كامل. يُثنى عليه لالتزامه بأدواره؛ فقد زاد وزنه 27 كغ (60 باوند) وتعلم كيفية الملاكمة لدوره كجيك لامولتا في فيلم الثور الهائج، ونحت أسنانه لدوره في رأس الخوف، وعاش في صقلية لدوره في العراب - الجزء الثاني، وعمل كسائق سيارة أجرة لبضعة أسابيع من أجل دوره في سائق التاكسي، وتعلم العزف على الساكسوفون لدوره في نيويورك، نيويورك. وقد زاد وزنه من جديد ليمثل دور آل كابوني في فيلم الممنوع لمسهم.
تشمل طريقة دي نيرو المميزة في التمثيل توظيف أي تكتيك متطرف يشعر أنه ضروري لاستجرار أفضل أداء من الأشخاص العاملين معه، فأثناء تصوير ملك الكوميديا، عمد إلى إطلاق كيل من الشتائم المعادية للسامية على زميله جيري لويس لزيادة غضب الشخصية التي يمثلها وجعله أكثر واقعية. وفقًا لمجلة بيبول، فقد أدت هذه التقنية غرضها، إذ يقول لويس متذكرًا «نسيت وجود الكاميرات... كنت أريد خنق بوبي».

## حياته الشخصية

### العائلة
تزوج دي نيرو زوجته الأولى دايان أبوت عام 1976. لديهما ابن، رافائيل، وهو ممثل سابق يعمل في عقارات نيويورك. تبنى دي نيرو أيضًا ابنة زوجته من علاقتها السابقة درينا دي نيرو. تطلقا عام 1988. لدي نيرو ابنان توأمان هما جوليان وآرون، أتيا عن طريق الإخصاب في المختبر وولدتهما أم مضيفة عام 1995، وهما من علاقة طويلة مع العارضة السابقة توكي سميث.
في عام 1997، تزوج دي نيرو زوجته الثانية الممثلة غريس هايتاور. ولد ابنهما إليوت عام 1998 وافترق الزوجان عام 1999. لم ينهيًا أوراق الطلاق أبدًا، وفي عام 2004، جددًا عهود الزواج. ولدت ابنتهما عام 2011 من خلال أم مضيفة. بالإضافة لأولاده الستة، لدي نيرو أربعة أحفاد؛ لابنته درينا ابن وحيد، ولابنه رافائيل ثلاثة أولاد. قيل في نوفمبر 2018 أن دي نيرو وهايتاور انفصلا بعد 20 سنة من الزواج.
في أكتوبر 2003، أعلن المتحدث باسم دي نيرو أنه شُخص كمريض بسرطان البروستات. خضع للجراحة في مركز سلون كيتيرينغ التذكاري للسرطان في ديسمبر 2003.
أعلن دي نيرو في الخامس والعشرين من مارس عام 2016 أن ابنه إليوت لديه توحد، ووضح اهتمامه بأسباب هذا المرض وطرق علاجه.
وفي 9 نوفمبر2023 برأت هيئة محلفين دي نيرو في دعوى التمييز على أساس الجنس التي رفعتها ضده مساعدته السابقة غراهام تشايس روبنسون.
يعتبر الممثل روبرت دينيرو من افضل الممثلين الامريكيين حيث أثرى السينما باعمال سينمائية جميلة جدا كما ان له اسلوبه المتميز في الأداء مما جعله من الممثلين الملهمين لكثير من ممثلي الجيل الحالي.

### أملاكه
كان دي نيرو يسكن مدةً طويلةً في مدينة نيويورك، ويستثمر في حي تريبيكا في مانهاتن منذ عام 1989. لديه بيوت سكنية في شرق وغرب مانهاتن. لديه أيضًا عقار مساحته 32 هكتارًا (78 فدانًا) في غاردنير (نيويورك)، وهو مسكنه الأساسي. انتقل عام 2014 مع غريس هايتاور إلى شقة مساحتها 6000 قدم مربع وفيها خمس غرف نوم تقع في 15 غرب سينترال بارك في مانهاتن.
في عام 1989، أسس دي نيرو مع المنتجة جين روزنتال شركة تريبيكا للإنتاج، والتي تنظم أيضًا مهرجان تريبيكا السينمائي. دي نيرو أيضًا مالك فندق غرينتش في تريبيكا. وهو مالك مشارك لمطاعم وفنادق نوبو مع مير تيبر والشيف نوبو ماتسوهيسا. اُفْتُتِحَ أول فندق نوبو داخل سيزار بالاس، لاس فيغاس، في عام 2013. بعدها بعامين، اُفْتُتِحَ ثاني فندق فندق نوبو في سيتي أوف دريمز مانيلا، الفلبين. في عام 2015، دخل دي نيرو في شراكة مع الملياردير جيمس باكر بعد أن استحوذ على حصة 20٪ في نوبو مقابل 100 مليون دولار. لديه أسهم في منتجع بارادايس فاوند نوبو، وهي شركة تخطط لبناء منتجع فخم على جزيرة باربودا.

#### تريبيكا غريل
تريبيكا غريل مطعم أمريكي جديد يقع في 375 شارع غرينتش (في شارع فرانكلين) في تريبيكا، مانهاتن، في مدينة نيويورك، ويتشارك ملكه روبرت دي نيرو، ودرو نيبورينت، ولو دايموند فيليبس، وآخرون. أفتُتح عام 1990. الرئيس التنفيذي هو سكوت برونيت. «البار الكبير المصنوع من خشب الماهوجني يخص مطعم ماكسويلز بّلام».

## الترشيحات والجوائز

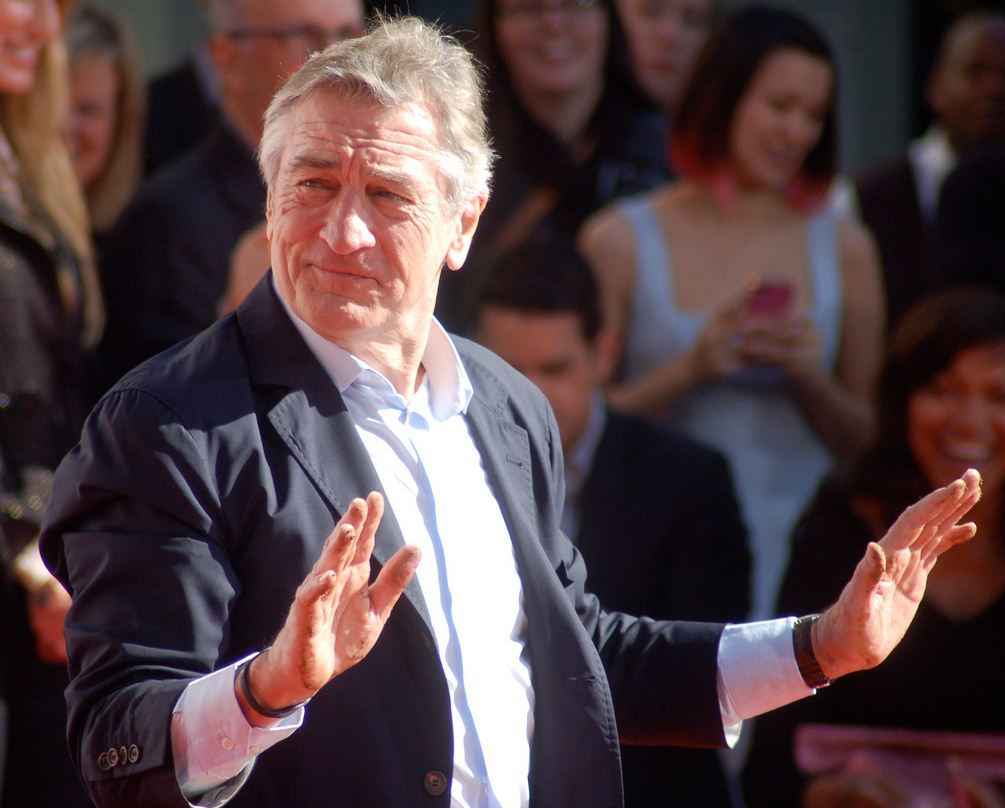
دى نيرو عند مراسم ترك بصمات يديه وأقدامه أمام المسرح الصيني تي سي إل في فبراير 2013.

حصل دى نيرو على جائزة الأوسكار لأفضل ممثل لدوره في فيلم الثور الهائج، علاوة على جائزة أفضل ممثل مساعد في فيلم العراب: الجزء الثاني. يُعد دي نيرو ومارلون براندو الممثلين الوحيدين الذين حصلاً على جوائز أكاديمية لتأدية نفس الشخصية في الأفلام، حيث قام براندو بتأدية دور شخصية الدون فيتو كورليوني الأكبر سناً في العراب، بينما قام دي نيرو بتأدية نفس الشخصية الأصغر سناً في الجزء الثاني من الفيلم. وقد ترشح لجائزة الأوسكار 8 مرات.

## روابط خارجية
- روبرت دي نيرو على موقع IMDb (الإنجليزية)
- روبرت دي نيرو على موقع ميتاكريتيك (الإنجليزية)
- روبرت دي نيرو على موقع الموسوعة البريطانية (الإنجليزية)
- روبرت دي نيرو على موقع روتن توميتوز (الإنجليزية)
- روبرت دي نيرو على موقع مونزينجر (الألمانية)
- روبرت دي نيرو على موقع قاعدة بيانات الأفلام العربية
- روبرت دي نيرو على موقع ألو سيني (الفرنسية)
- روبرت دي نيرو على موقع ميوزك برينز (الإنجليزية)
- روبرت دي نيرو على موقع تيرنر كلاسيك موفيز (الإنجليزية)
- روبرت دي نيرو على موقع أول موفي (الإنجليزية)
- تريبيكا السينمائي
- روبرت دي نيرو علي بلايبل